# Antilly (Moselle)
Antilly település Franciaországban, Moselle megyében. Lakosainak száma 195 fő (2022. január 1.). Antilly Argancy, Chailly-lès-Ennery, Charly-Oradour, Sanry-lès-Vigy és Vigy községekkel határos.

## Népesség
A település népességének változása:
| Lakosok száma | 95   | 111  | 94   | 115  | 153  | 163  | 172  | 184  | 188  | 195  |
|               | 1968 | 1982 | 1990 | 2006 | 2013 | 2015 | 2017 | 2019 | 2020 | 2022 |